# 域陀·高維蘭高
域陀·域陀羅域治·高維蘭高（羅馬化：Viktor Viktorovych Kovalenko；1996年2月14日—），烏克蘭職業足球員，現效力於意甲球會恩波利和烏克蘭國家足球隊。司職中場。

## 球員生涯
高維蘭高為薩克達的青訓產品。2015年2月28日，高維蘭高於聯賽對陣波爾塔瓦沃爾斯克拉時，首次為薩克達一線隊上陣。5月9日，他在對陣烏日霍羅德霍韋爾拉時，交出2次助攻，協助球隊以7比3大勝。
2021年2月1日，在与薩克達的合同还剩不到6个月的情况下，高維蘭高与意甲俱乐部亞特蘭大签订了一份为期4年半的合同，据说轉會费为70万欧元。

## 國家隊生涯
高維蘭高曾為烏克蘭各階青年國家隊上陣，並曾代表烏克蘭 U20參加2015年國際足協U-20世界盃。他在對陣緬甸 U20和美國 U20的賽事，分別上陣梅開二度和帽子戲法，帶領球隊進入16強的賽事。他亦憑5個入球成為該屆賽事的神射手。

## 外部連結
- Soccerway資料庫：域陀·高維蘭高